# Psychotria lokohensis
Psychotria lokohensis är en måreväxtart som beskrevs av Cornelis Eliza Bertus Bremekamp. Psychotria lokohensis ingår i släktet Psychotria och familjen måreväxter. Inga underarter finns listade i Catalogue of Life.